# Michael Schober (Illustrator)
Michael Schober (* 1966 in Bayreuth) ist ein deutscher Illustrator und Autor. Bekannt wurde er durch die Illustration verschiedener Kinderbücher.
Schober studierte an der Fachhochschule Nürnberg Kommunikationsdesign und wurde bereits während des Studiums mit einem Förderpreis für Illustration ausgezeichnet. Nach seinem Diplom 1990 begann er als freiberuflicher Illustrator und Maler zu arbeiten. Seither entstanden über 100 Kinder- und Jugendbücher, unter anderem gemeinsam mit Autoren wie Uli Brée, Frauke Nahrgang, Annelies Schwarz und Christa Zeuch. Für das Kinderprogramm des ZDF produzierte er zwei Zeichentrickfilme.
Seit 2013 arbeitet er als Fotograf.